# Vả tây
Vả tây, hay còn gọi là sung ngọt, sung trái, sung mỹ (danh pháp khoa hoc: Ficus carica) là một loài thực vật có hoa thuộc chi Ficus, trong họ Moraceae.

## Mô tả
Cây thuộc nhóm cây gỗ nhỏ, thân cao từ 3-10m. Vỏ cây màu nâu xám, thân hợp trục, cành nhánh thẳng. Lá kèm búp màu đỏ sớm rụng. Lá đơn mọc cách. Cuống lá cứng, dài từ 2–5 cm. Lá chất liệu dai, có lông, mặt trên xanh sẫm, mặt dưới xanh nhạt và hơi ráp. Phiến lá có dạng trứng rộng xẻ 3-5 thùy sâu, kích thước phiến lá dài và rộng 10–20 cm. Hệ gân của lá có từ 2-4 cặp gân sơ cấp và 5-7 cặp gân thứ cấp từ mỗi gân sơ cấp. Hoa quả dạng sung to, dạng như quả lê, hình gụ hay gần hình cầu, có màu sắc thay đổi khi chín. Hoa quả từ tháng 5 đến tháng 7 hàng năm.

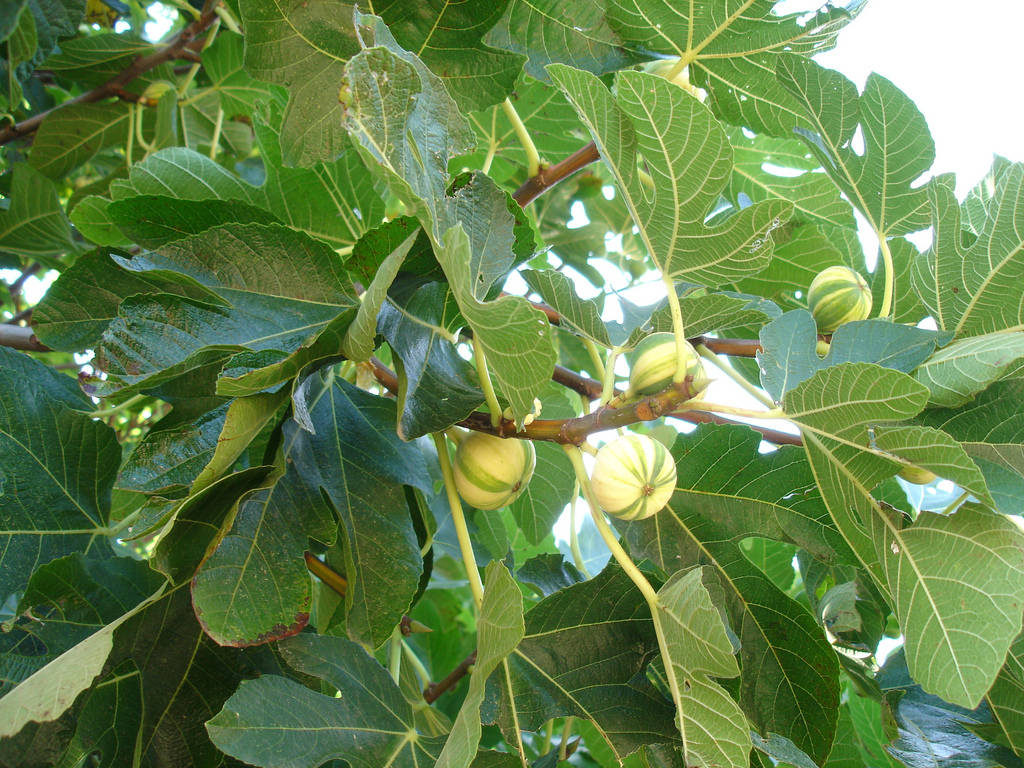
Sung có trái 2 màu
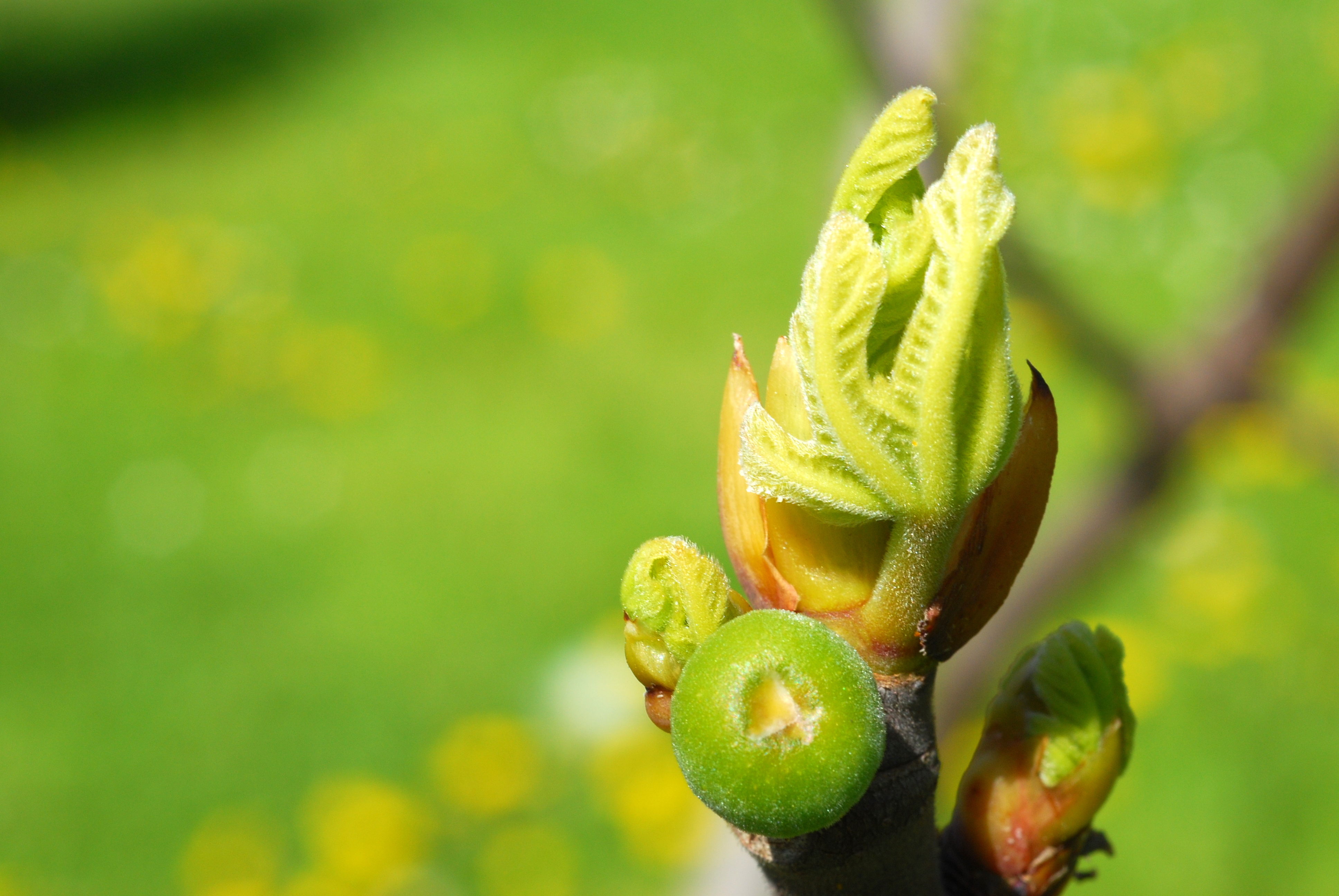
Chồi cây Ficus carica.
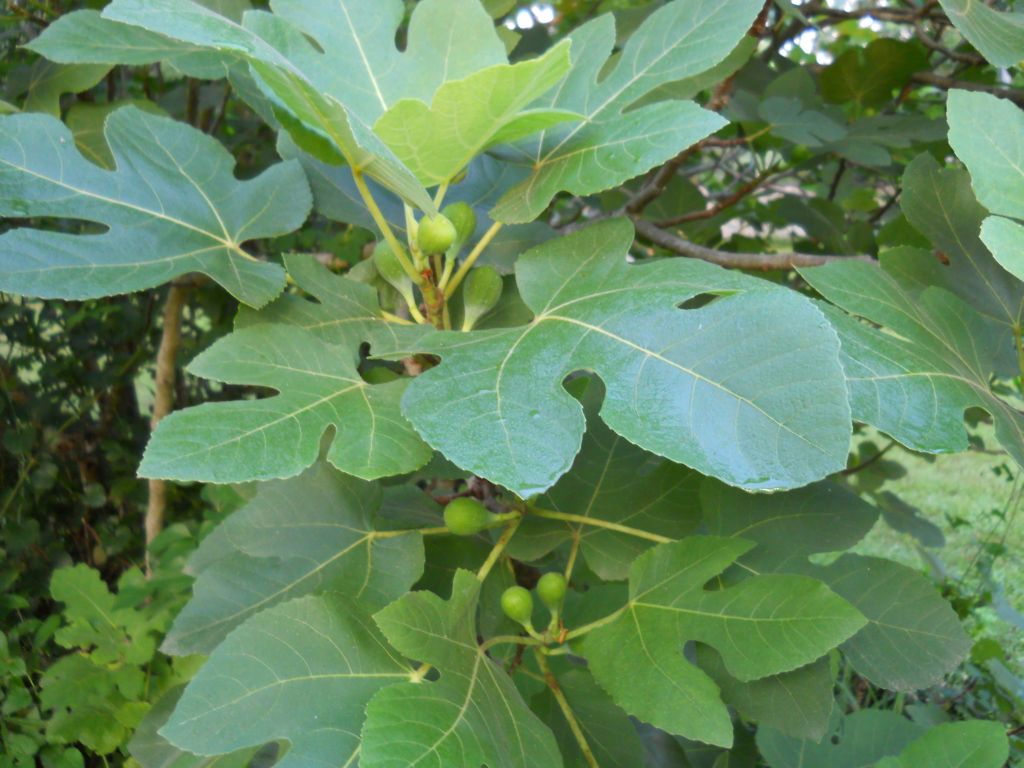
Lá và trái còn xanh
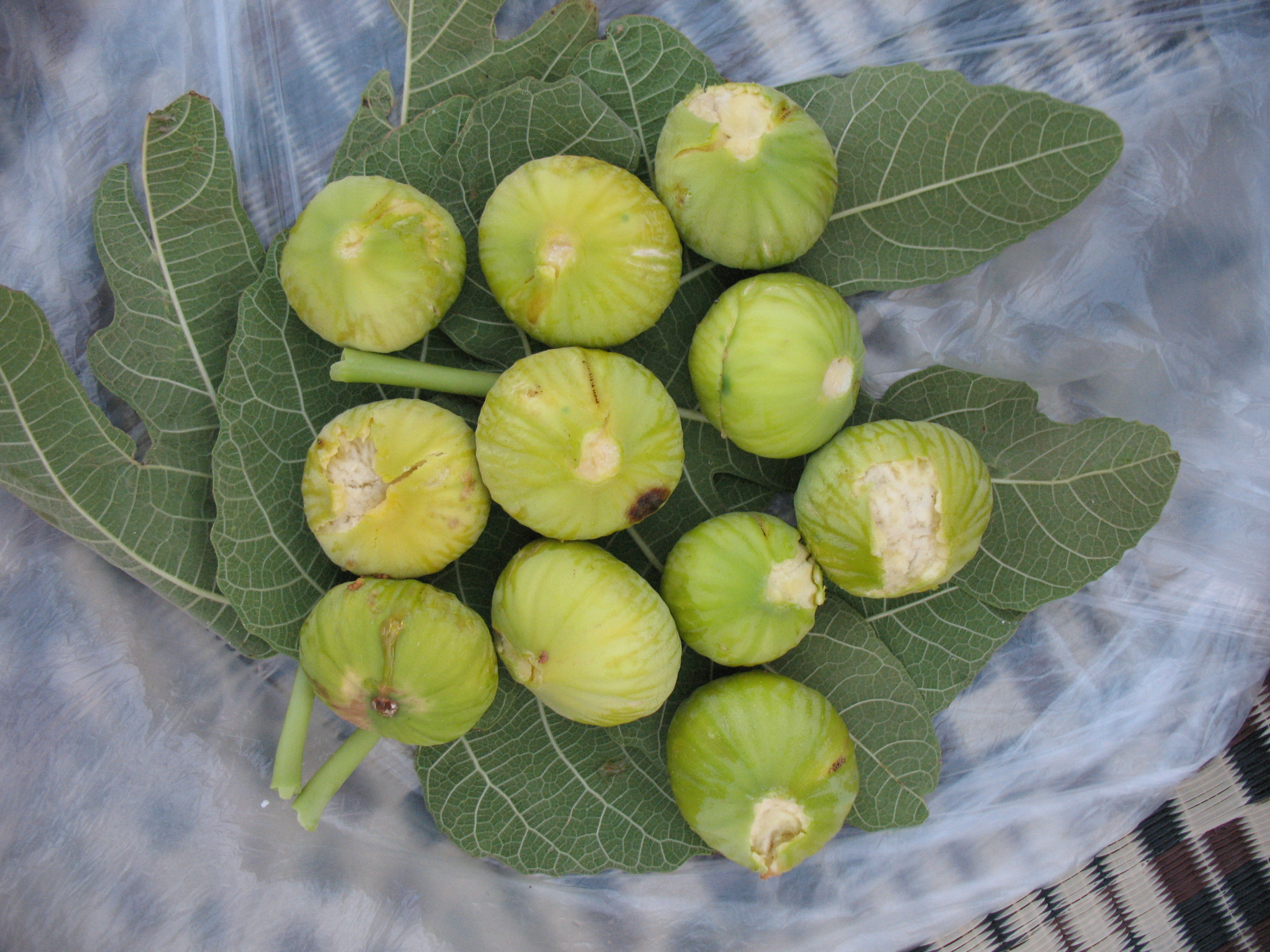
Sung vừa mới hái
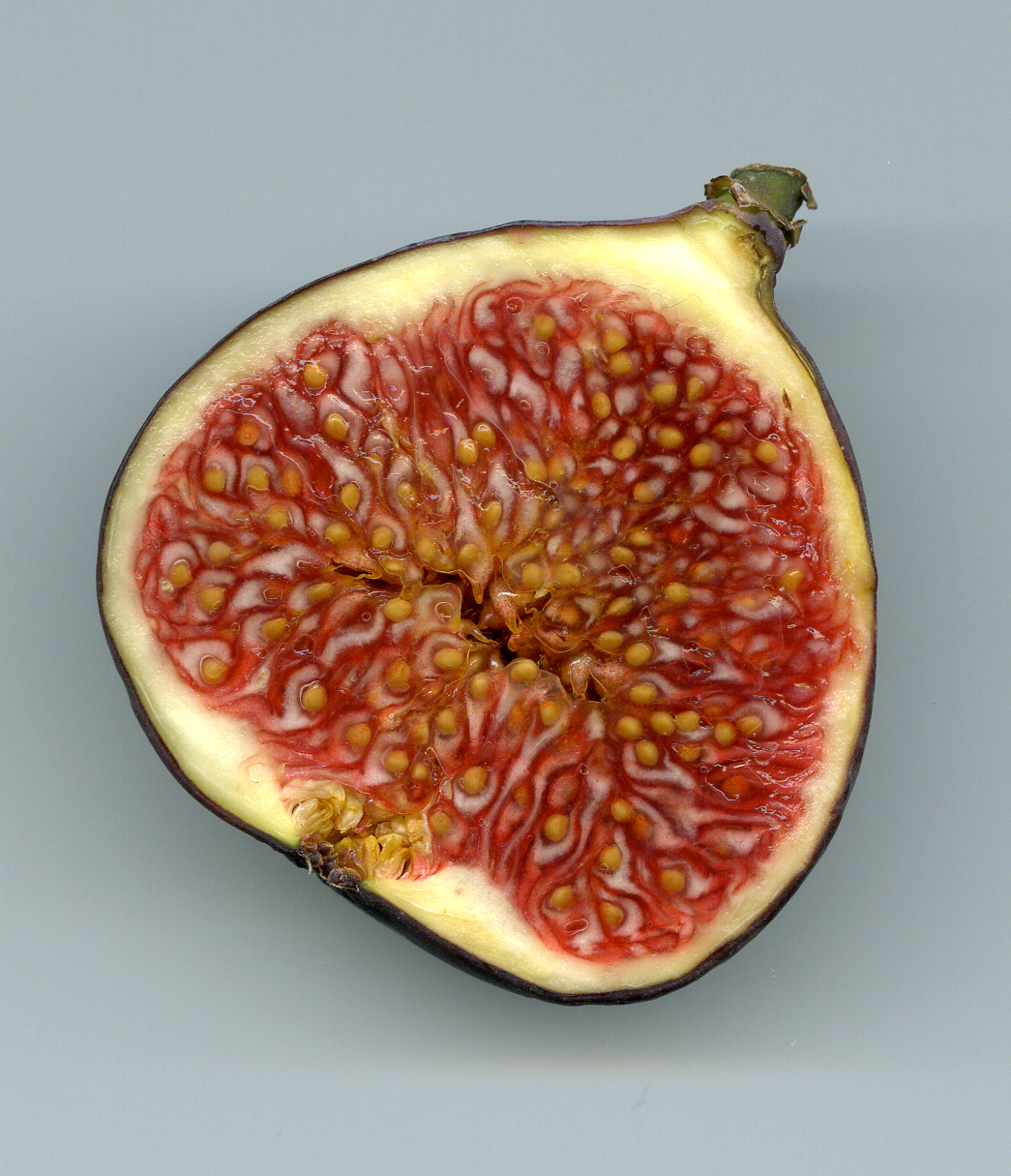
Trái chín cắt đôi
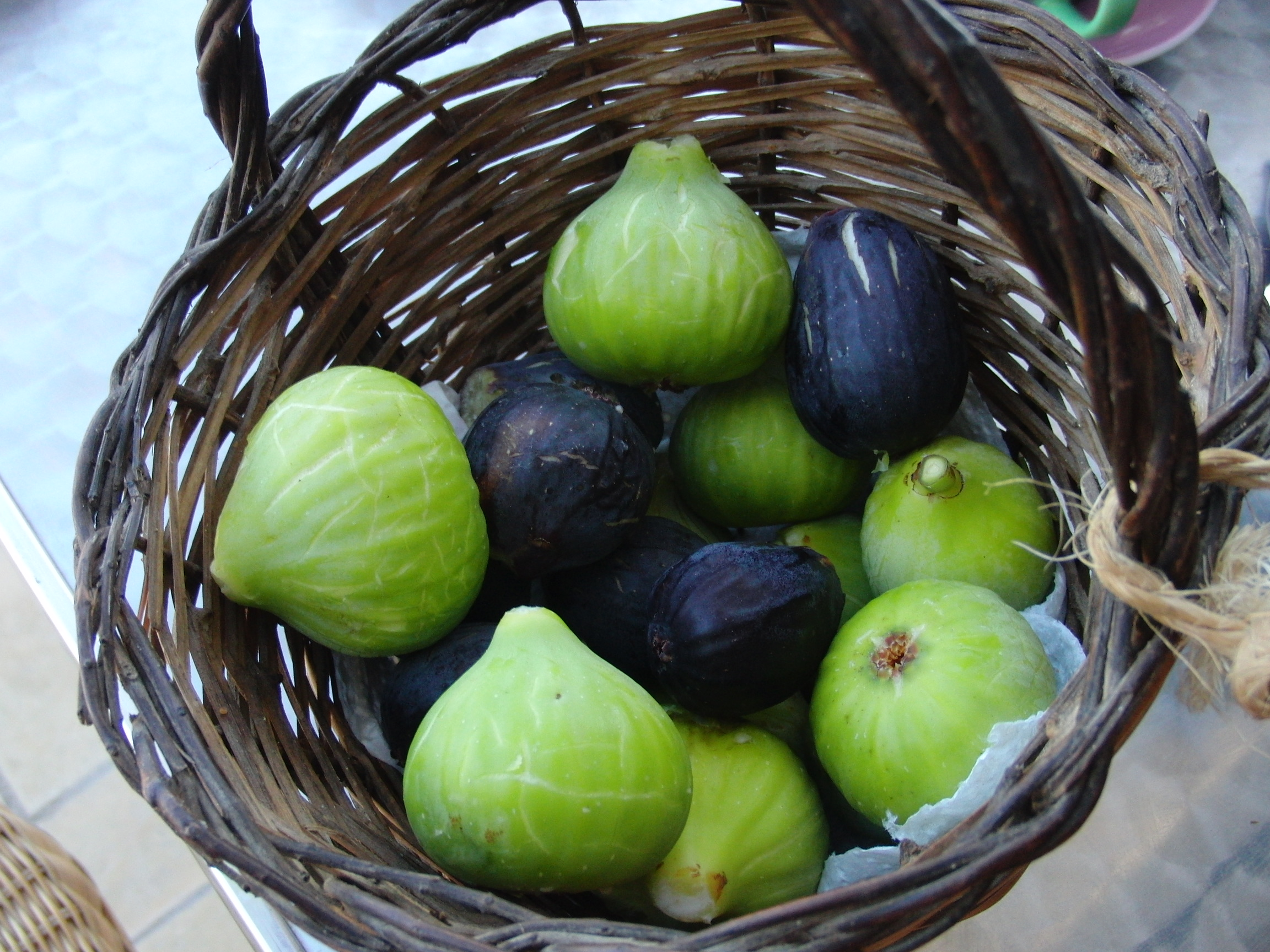
Sung đen và xanh
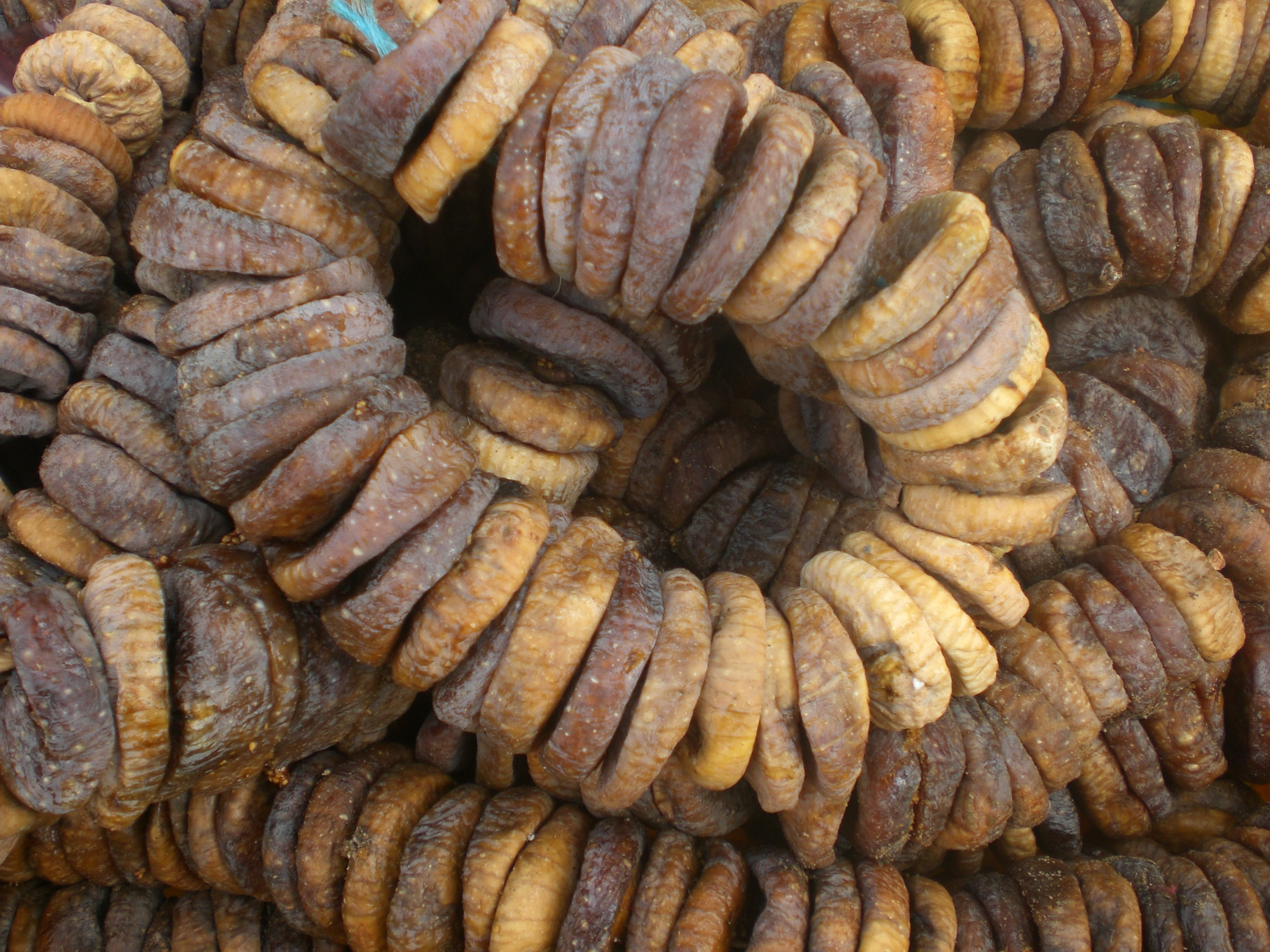
Sung khô
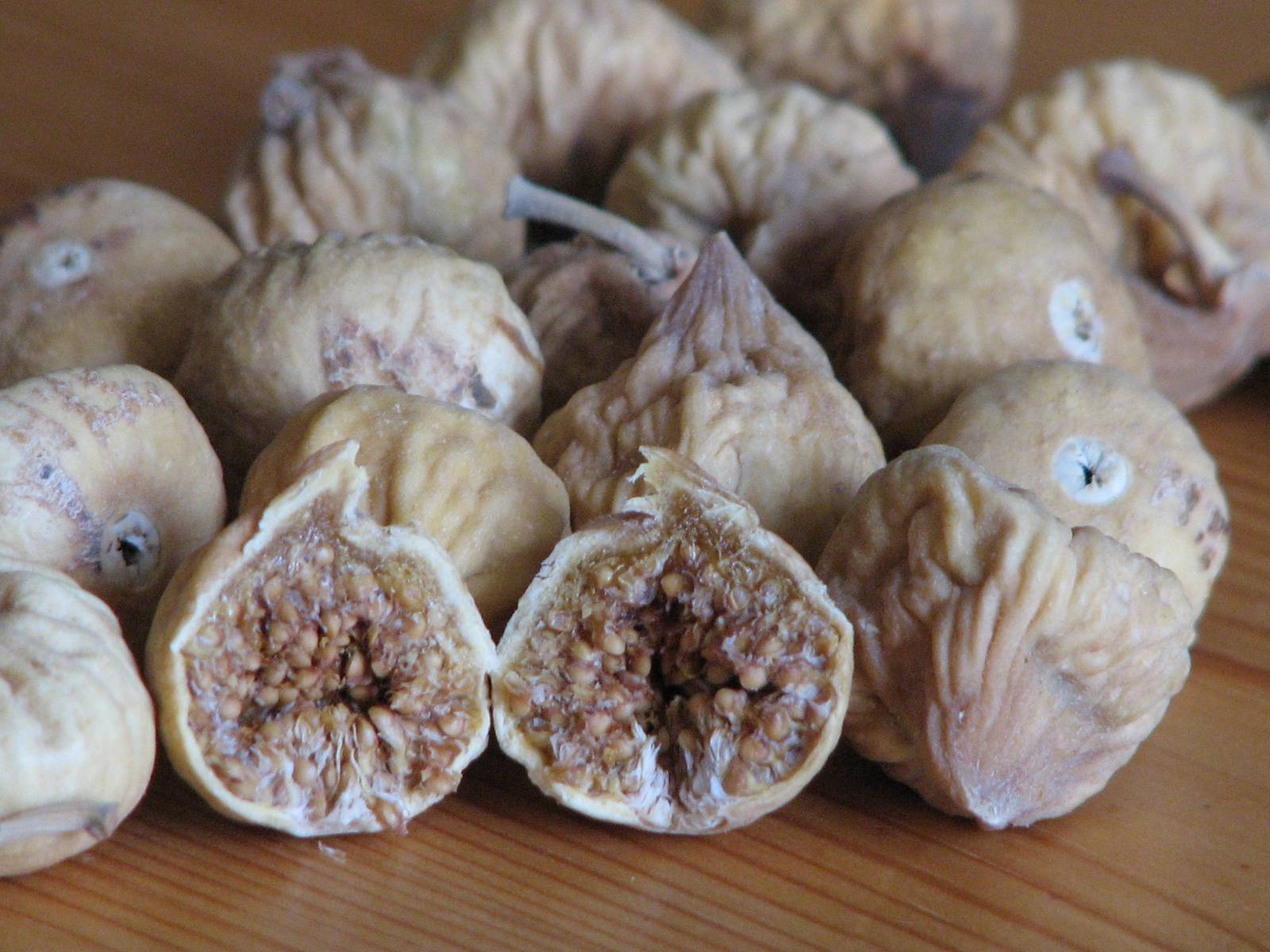
sung dại khô (Ficus sycomorus)
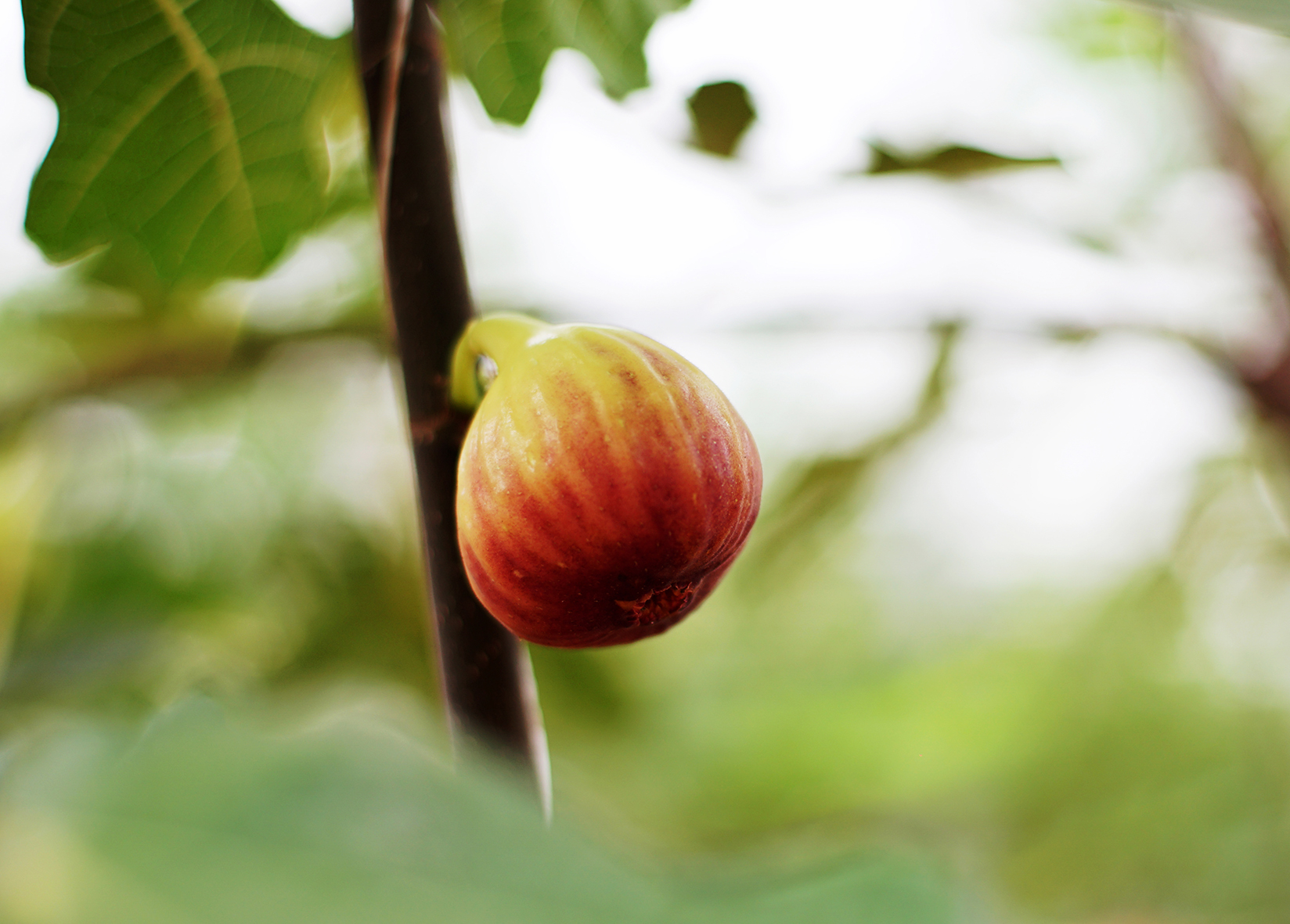
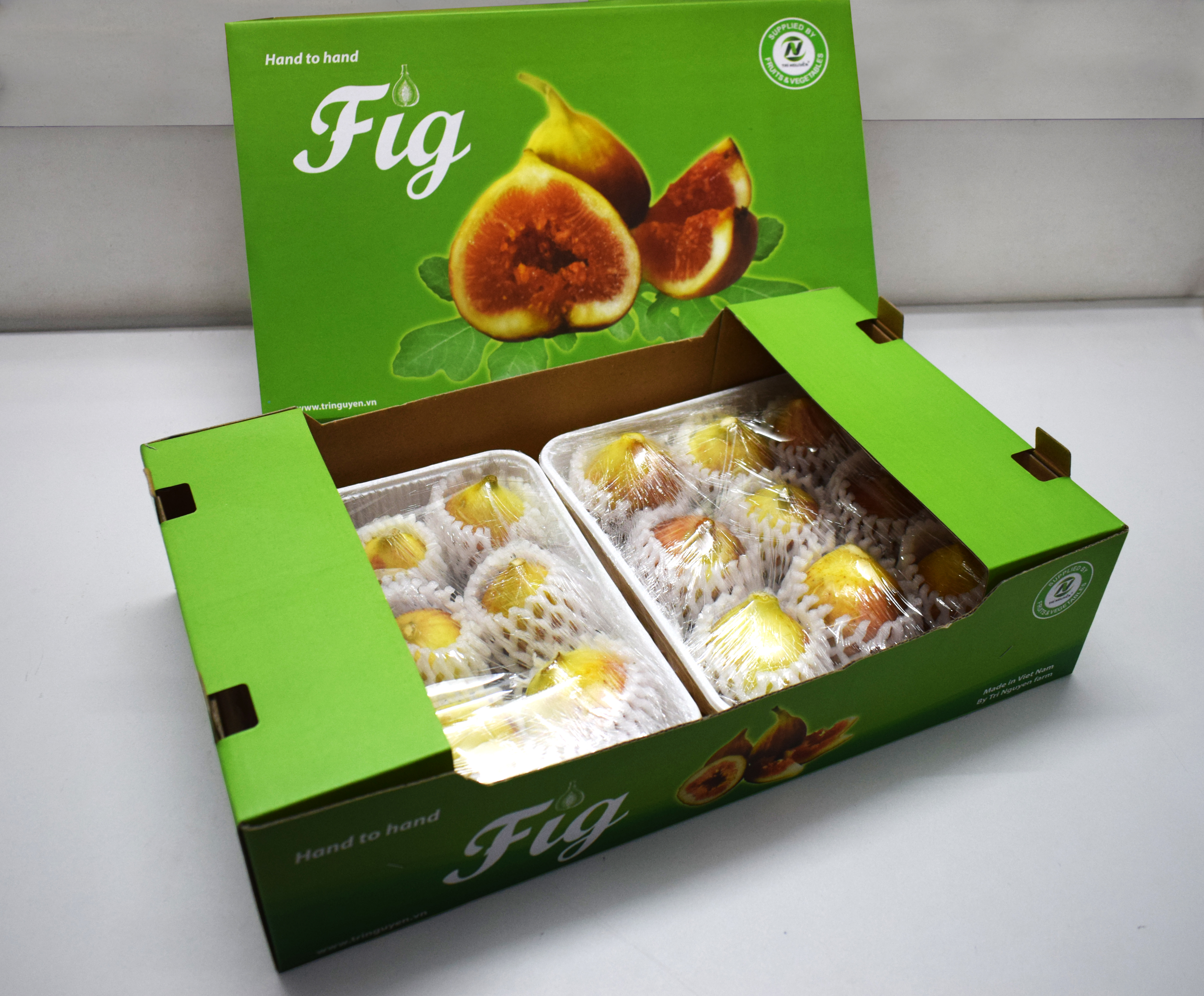
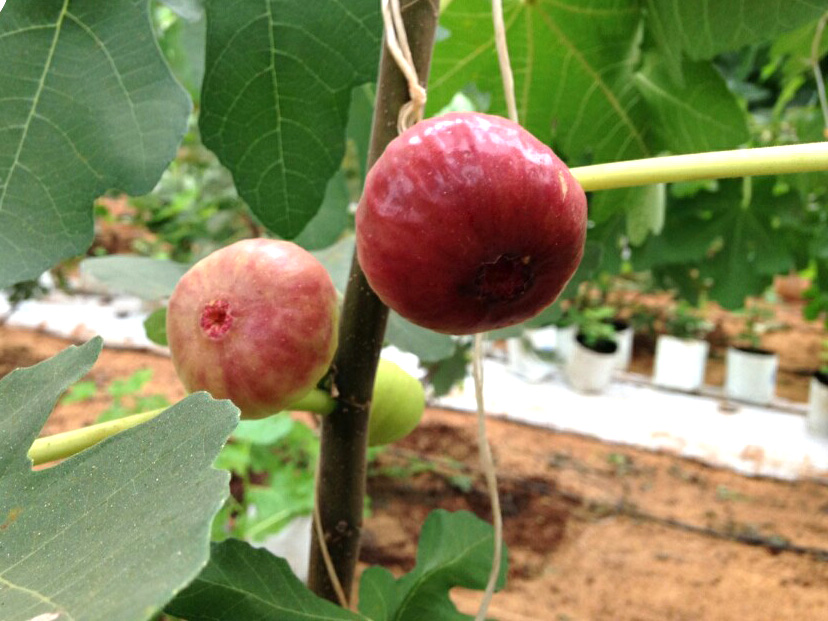
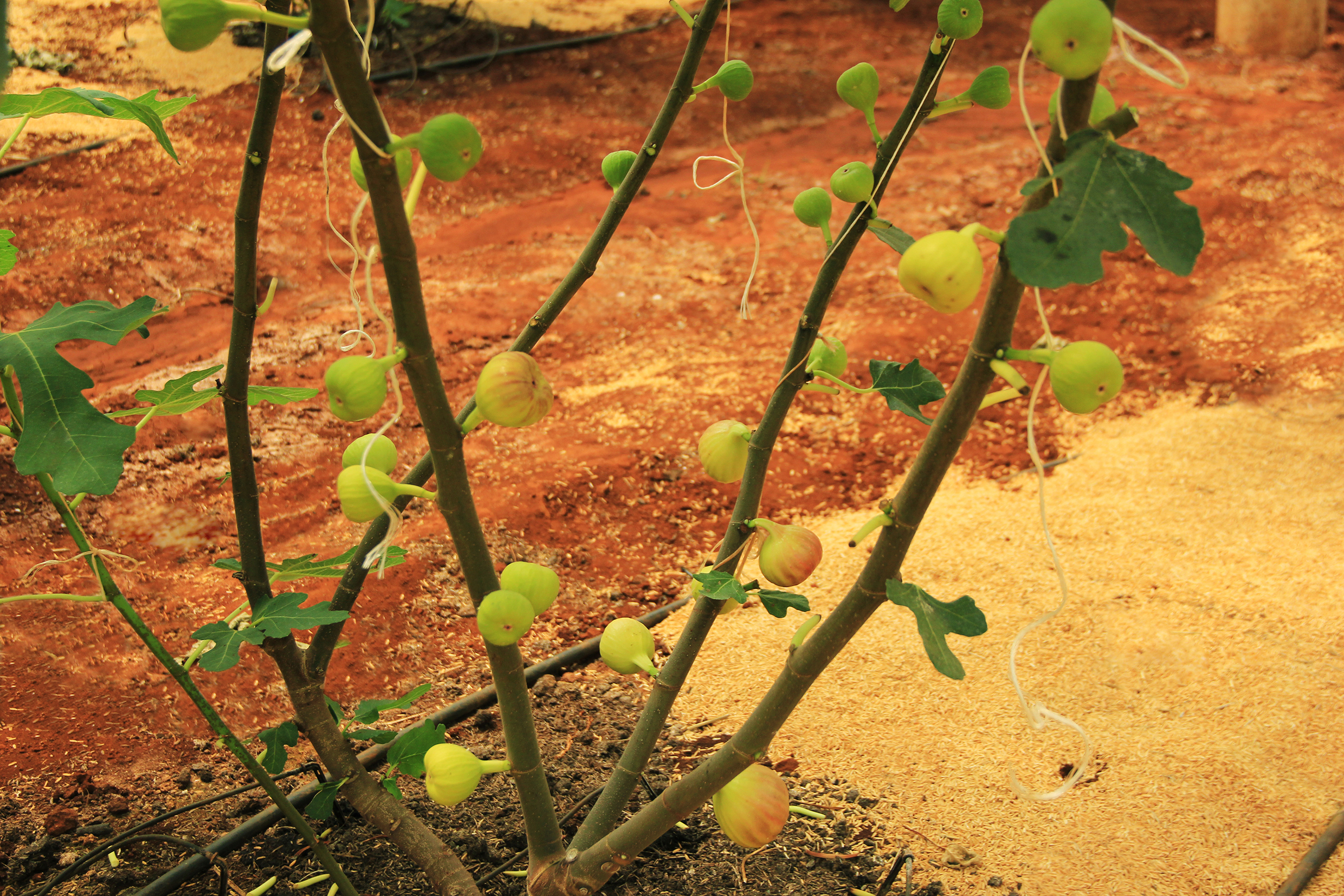
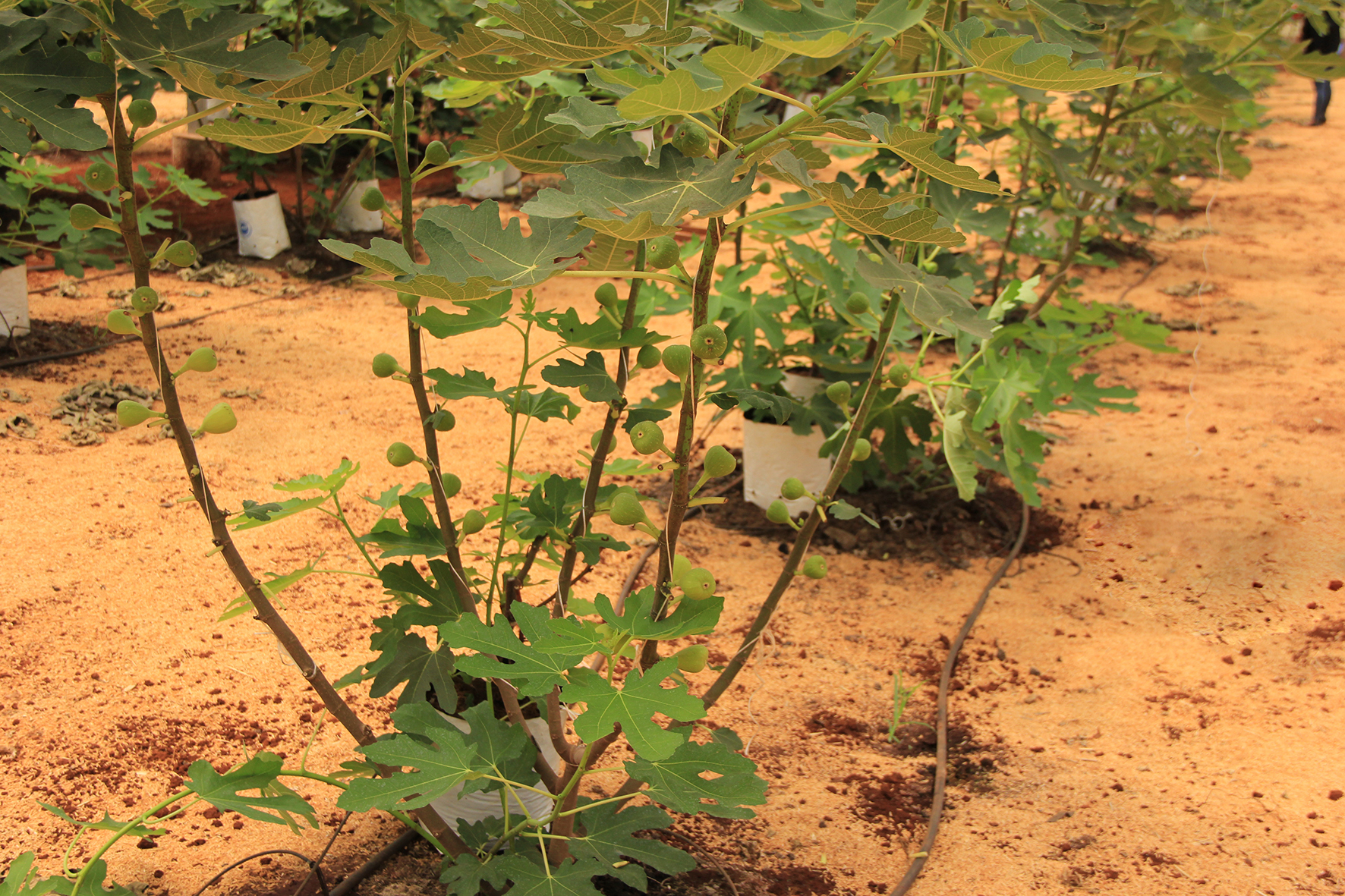
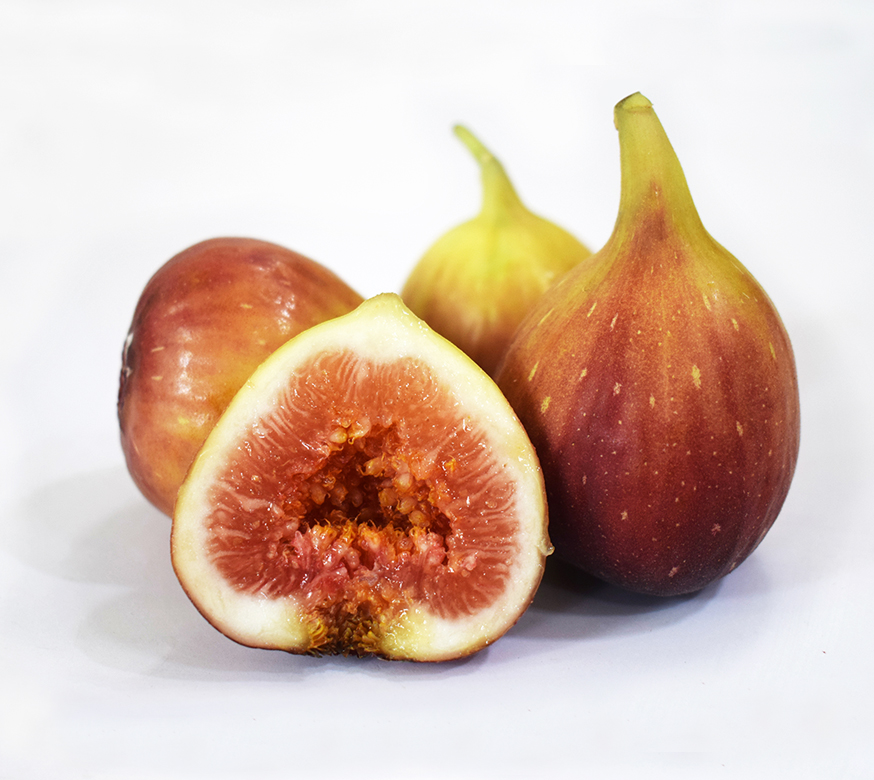
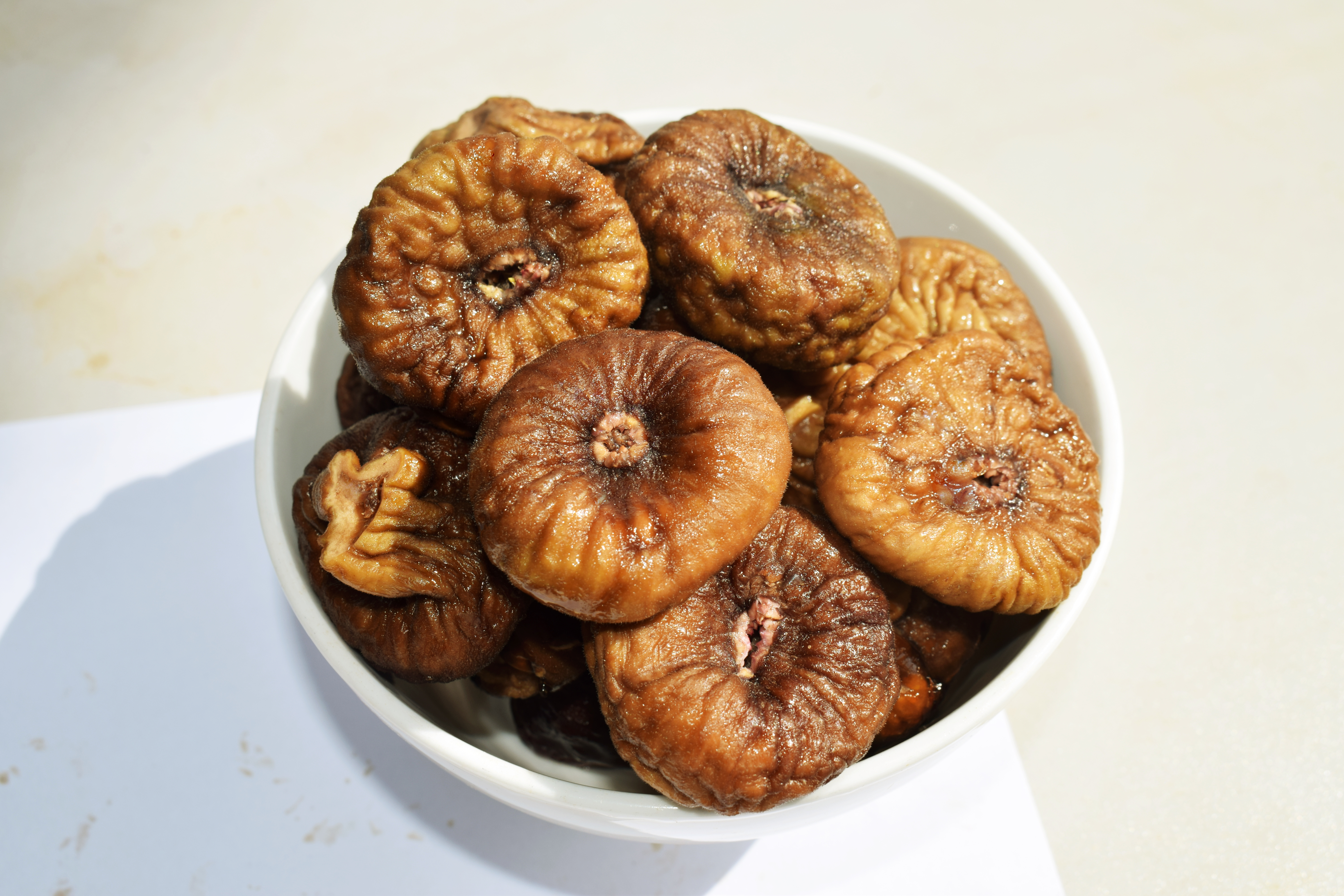

## Sinh thái khô hạn
Loài Vả tây có nguyên xuất tự nhiên vùng khô hạn Trung Á, trong tiếng Ba Tư nó được gọi là "Anjeer Kohi", انجیر کوهی, sinh trưởng tự nhiên tại những vùng núi nửa khô hạn ở Iran, nhất là vùng núi Kohestan của vùng Khorasan.

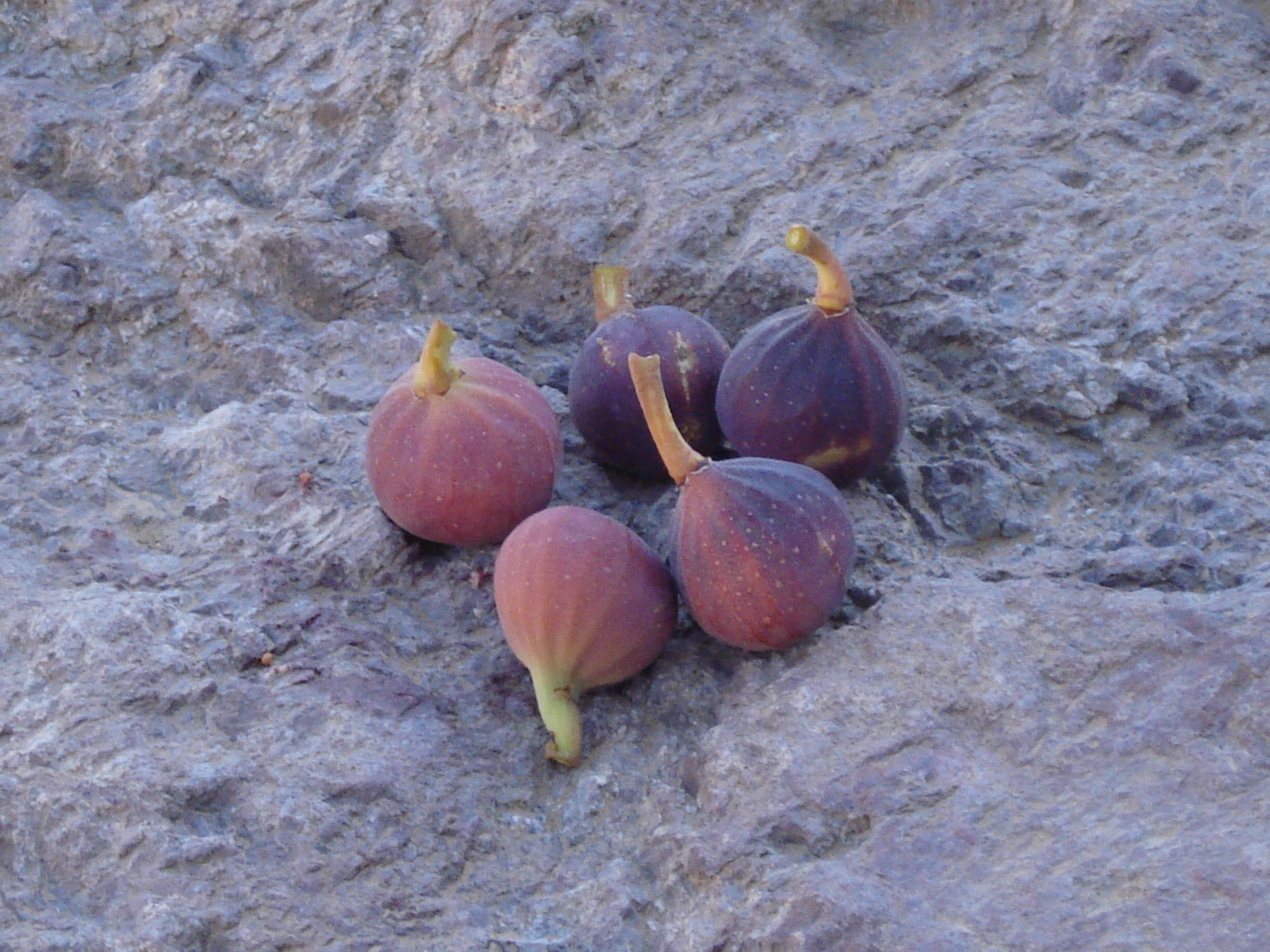
Quả Vả tây vùng núi Trung Á
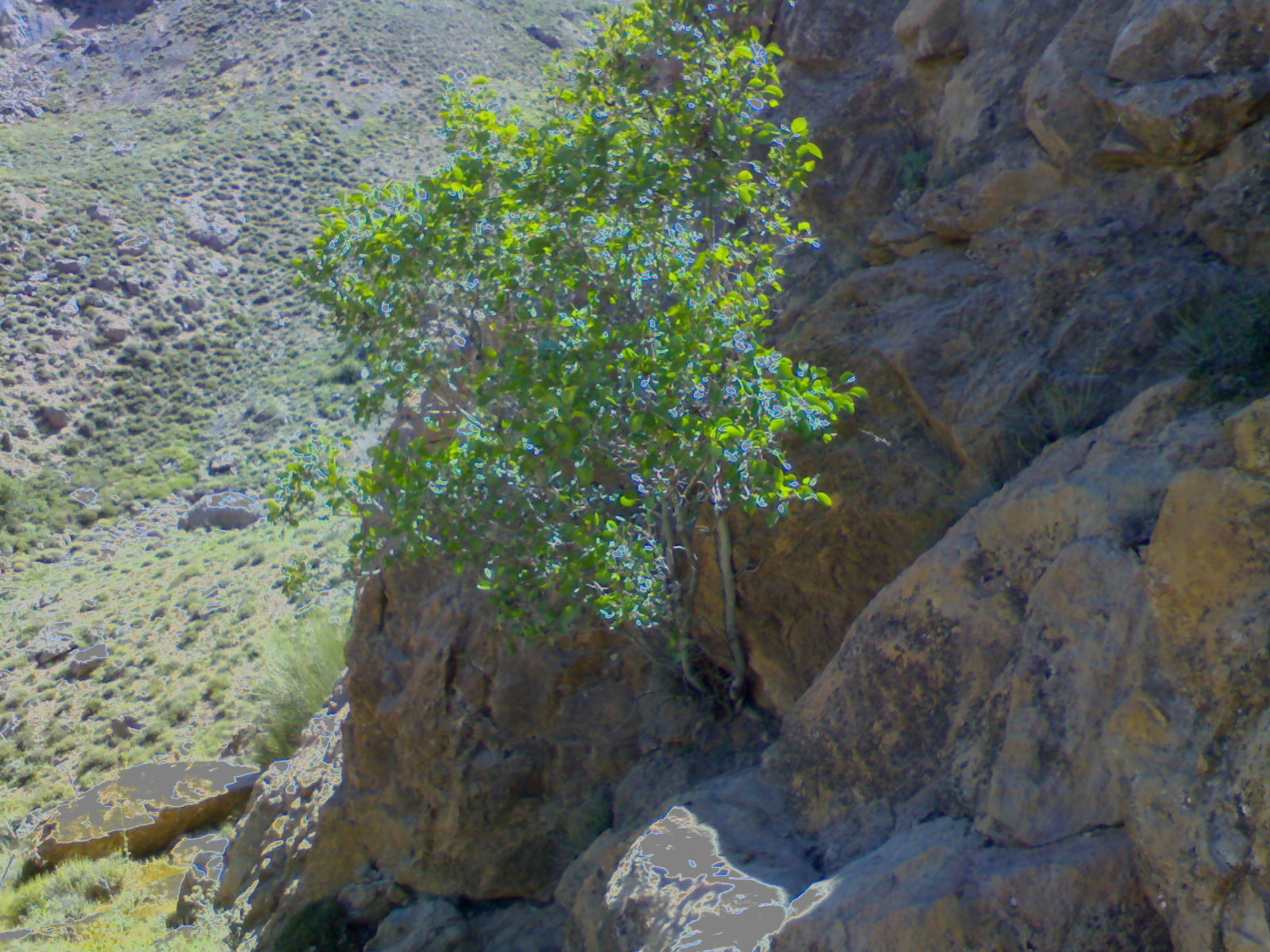
Cây Vả tây ở Zibad
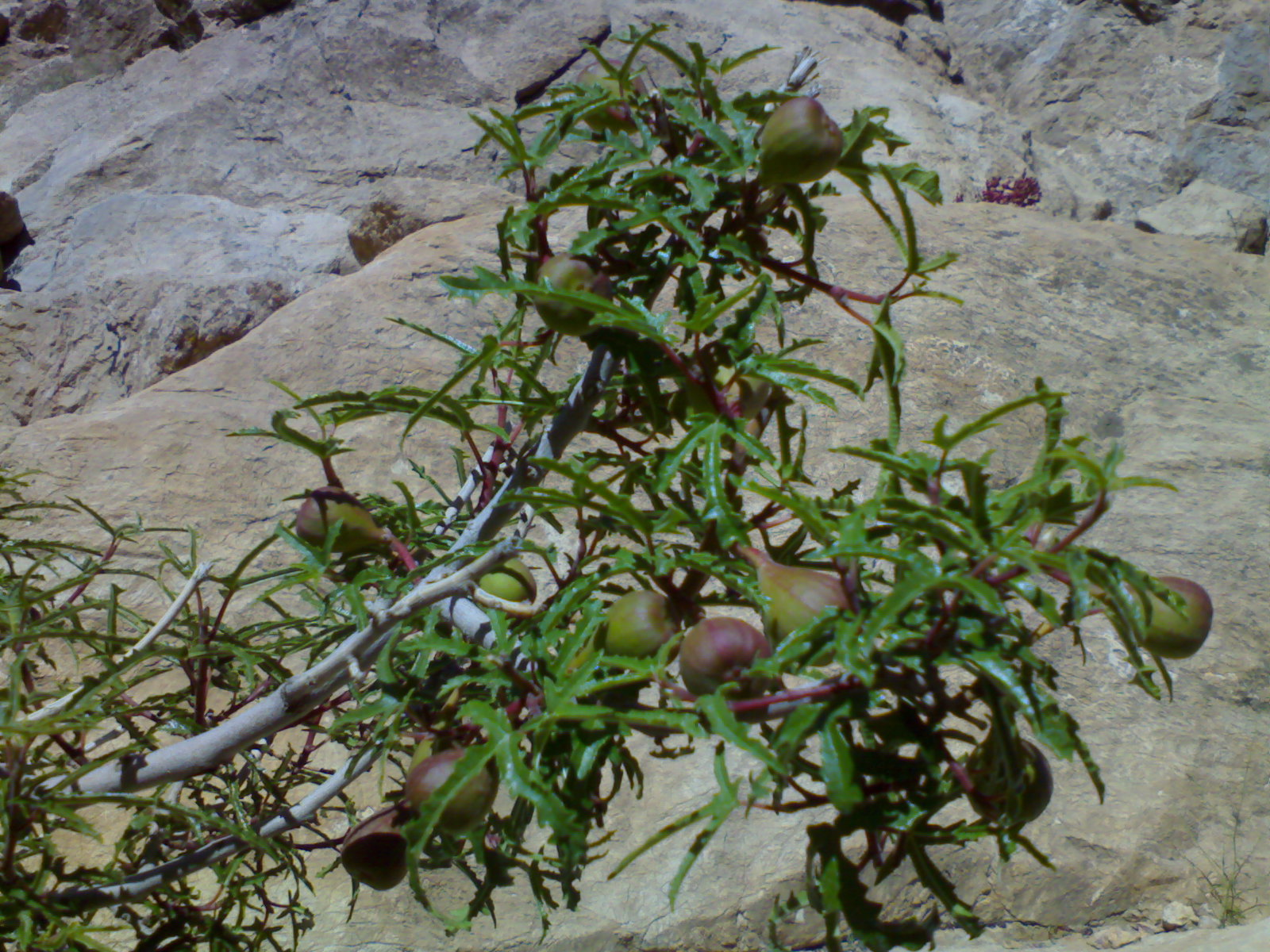
Cành lá và quả Vả tây sinh trưởng ở điều kiện tự nhiên khắc nghiệt vùng núi Trung Á

## Dinh dưỡng
Thành phần dinh dưỡng 100 gram cung cấp 229 calories, quả khô có nhiều chất xơ (> 20% DV) và khoáng chất cần thiết, mangan, trong khi vitamin K và các khoáng chất khác thì có hàm lượng trung bình.